# الكولا المفتوحة
الكولا المفتوحة هي ماركة لكولا مكوناتها متاحة حيث يمكن إيجاد المكونات في صفحات الإنترنت واستعمالها وتعديلها مجاناً. يمكن لأي شخص صنع الكولا والتعديل في مكوناتها.
النسخة الاصلية 1.0 أطلقت في 27 يناير عام 2001 من قبل جراد كون، وجون هنسون وكوري دكتورو. النسخة الحالية 1.1.3 وكان الهدف من إيجاد هذه النسخة هو لتسويق برنامج حر ومفتوح المصدر. شقت الكولا طريقها في النجاح وبيعت 150,000 علبة.  تم تأسيس شركة الكولا المفتوحة في كندا - تورونتو من قبل جراد كون، وجون هنسون وكوري دكتورو واشتهر الشراب أكثر من البرنامج الذي كانوا يرغبون بالتسويق له. لارد براون المدير الاستراتيجي للشركة أعرب بأن النجاح الشراب كان بسبب عدم ثقة العامة بالشركات الكبرى بالمؤسسات التجارية التي تحتكر تقريباً كل شي.